# Ca n'Oller (Cassà de la Selva)
Ca n'Oller és una obra del municipi de Cassà de la Selva (Gironès) inclosa en l'Inventari del Patrimoni Arquitectònic de Catalunya.

## Descripció
Es tracta d'una masia catalana de construcció tradicional amb murs de pedra i estructurada en tres crugies i coberta de teula a dues vessants. La planta inicial era quadrada i amb posterioritat es construïren edificacions annexes per la banda de ponent, configurant així un pati tancat. L'última reforma del segle xix (1882) va transformar la porta dovellada d'accés principal de pedra de granit en una obertura d'arc rebaixat que retalla la pedra de la porta primitiva. També la finestra principal fou convertida en balcó. Les finestres de la façana de llevant tenen reixes de ferro forjat.

## Història
Aquesta construcció és un exemple de l'enfortiment econòmic del camp català durant el s. XVIII. La utilització intensa del conreu i la ramaderia feia necessària una ampliació del mas per a acollir el bestiar, la nova maquinària agrícola i els treballadors de la casa.